# Isaac Oliver
Isaac Oliver u  Olivier (Ruan, c. 1565-enterrado el 2 de octubre de 1617) fue un pintor inglés de retratos en miniatura nacido en Francia.
Natural de Rouen, se mudó a Londres en 1568 con sus padres hugonotes, Peter y Epiphany Oliver, para escapar de las guerras de religión en Francia. Luego estudió pintura en miniatura con Nicholas Hilliard. Desarrolló un estilo naturalista, que fue influenciado en gran medida por el arte italiano y flamenco. Su primera esposa, Elizabeth, murió en 1599. Con ella tuvo a su hijo Peter Oliver, que también fue un eminente pintor de miniaturas. En 1602 se casó con Sara, hija del conocido retratista Marcus Gheeraerts el Viejo (c. 1520-c. 1590) y su esposa Susannah de Critz. Susana era hija de Troilus de Critz, un orfebre de Amberes, y pariente cercana de John de Critz, sargento pintor de la reina Isabel I de Inglaterra. También fue la hermana mayor o prima de Magdalen de Critz que se casó con Marcus Gheeraerts el Joven (1562-1635).
Tras la muerte de Isabel I, se convirtió en pintor de la corte de Jacobo I, realizando numerosos retratos de la reina Ana de Dinamarca y Enrique Estuardo, príncipe de Gales. Algunas de sus obras se encuentran en el Castillo de Windsor y algunos de sus dibujos a pluma se encuentran en el Museo Británico.